# Karolina Sokalska
Karolina Anna Sokalska (ur. 6 stycznia 1983 w Łodzi) – polska koszykarka, występująca na pozycjach niskiej ub silnej skrzydłowej.

## Osiągnięcia
Stan na 3 kwietnia 2023, na podstawie, o ile nie zaznaczono inaczej.

### Reprezentacja
- Brązowa medalistka mistrzostw Europy U–18 (2000)[2]
- Uczestniczka
  - mistrzostw Europy U–16 (1999 – 6. miejsce)[3]
  - kwalifikacji do mistrzostw Europy U–16 (1999)